# 에런 무이
에런 프랭크 무이(영어: Aaron Frank Mooy, 1990년 9월 15일 ~ )는 오스트레일리아의 은퇴한 축구 선수이다. 포지션은 미드필더로 활약했다.

## 클럽팀 경력
에런 무이는 볼턴 원더러스 FC 유소년 팀에서 뛰었으며, 볼턴에서 프로 축구 선수 생활을 시작했다. 하지만 한 경기도 나오지 못한 채 데뷔 시즌인 2009-10을 마쳤으며 시즌이 끝나고 볼턴과의 재계약에 실패했다.
2010-11시즌을 앞두고 스코티시 프리미어리그의 세인트 미렌 FC에 입단했다. 2010년 10월 23일 하트 오브 미들로디언 FC와의 리그 경기에서 프로 데뷔전을 치렀다. 2011년 1월 18일 피터헤드 FC와의 경기에서 프로 데뷔골을 기록했다. 2010-11시즌 18경기 1골을 기록했다. 2011-12시즌에는 등에 피로골절을 입으면서 한동안 출전을 하지 못했고 12월이 되어서야 돌아올 수 있었다.
2012-13시즌을 앞두고 A리그의 신생팀인 웨스턴 시드니 원더러스로 이적했다. 무이는 센트럴코스트 매리너스와의 개막전에서 호주 무대 첫 경기를 소화했다. 2013년 2월 28일 퍼스 글로리와의 경기에서 A리그 첫 골을 터뜨렸다.
2014-15시즌을 앞두고 멜버른 시티로 팀을 옮겼다. 이적 이후 무이는 더 좋은 모습을 보여주었으며 28경기 7골을 기록하며 팀 최다득점자에 오르게 되었다. 2015년 9월 29일 하이델베르크 유나이티드와의 컵 대회에서 해트트릭을 기록했다.
2016-17시즌을 앞두고 프리미어리그의 맨체스터 시티에 입단했다. 입단 6일 후 무이는 EFL 챔피언십의 허더즈필드 타운 AFC로 임대되었다. 2016년 8월 6일 브렌트퍼드 FC와의 경기에서 이적 후 첫 경기를 소화했으며 리즈 유나이티드와의 경기에서 첫 득점을 올렸다. 이후 무이는 좋은 모습을 보여주었으며 2017-18시즌 팀의 프리미어리그 승격에 일조했다. 2017-18시즌을 앞두고 허더즈필드 타운으로 완전이적했다. 애런 무이는 크리스탈 팰리스와의 개막전에 출전했으며 일주일 후인 뉴캐슬 유나이티드와의 경기에서 프리미어리그 첫 골을 넣었다. 2017년 10월 21일 맨체스터 유나이티드와의 경기에서 선제골을 넣으며 2-1 팀 승리에 일조했다. 2017-18시즌 최종기록은 38경기 4골을 기록했다. 2018-19시즌이 된 이후에도 허더즈필드의 주전으로 활약하며 30경기 3골을 기록했지만 허더즈필드의 강등을 막지 못했다.
2019-20시즌을 앞두고 브라이턴 & 호브 앨비언 FC로 임대 이적하면서 2019-20시즌에서도 프리미어리그에서 뛰게 되었다.
2020시즌 여름 이적시장에 중국 슈퍼리그의 상하이 상강으로 이적했다.
2022시즌 여름 이적시장에 스코티시 프리미어십의 셀틱으로 이적했다.

## 국가대표팀 경기
무이는 2009년 FIFA U-20 월드컵에 오스트레일리아 U-20 축구 국가대표팀으로 참가했다. 이 대회에서 2경기에 출전했으며 조별리그 3차전 브라질전에서 득점을 했다.
2012년 12월 7일 괌 축구 국가대표팀과의 동아시안컵 예선 경기에서 오스트레일리아 축구 국가대표팀 데뷔전을 치뤘으며 이 경기에서 프리킥으로 득점을 했다. 2013년 EAFF 동아시안컵 멤버로 합류했으며 중국과의 경기에서 득점을 기록했다.
2018년 FIFA 월드컵에 참여하는 오스트레일리아 축구 국가대표팀 명단에 포함되었다.

## 인생

### 가족과 관계
어린 시절에는 어머니인 Sam이 Mooy의 일상 생활에서 중요한 역할을 하였으며, 그 당시 운전 면허가 없었기 때문에 트레이닝 세션으로 차를 타고 데려다주기도 했다. Sam은 Aaron을 "조용한 영혼"으로 묘사하며, 그가 저조한 생활을 선호하는 성향이 생물학적인 아버지로부터 나온 것으로 생각한다고 한다. 21세를 맞이한 Aaron은 그 당시 스코틀랜드에서 의미 있는 성인식을 하기로 결정하여 지역 펍에서 과도한 음주를 즐기는 대신, 그의 15세 된 동생 Alex를 초대하여 함께 지내기로 했다.
감정적인 면에서, Aaron Mooy는 2011년 글래스고에서 처음 만난 Nicola Mooy와 결혼했다. 그들은 2017년 5월 글래스고에서 결혼식을 올렸으며, 이후 웸블리 스타디움에서 허더즈필드 타운과의 플레이오프 결승 경기를 앞두고 있었다. 이 부부에는 두 아이가 있으며, 2015년에 태어난 딸인 Skylar Mooy와 2018년에 태어난 아들인 Maximilian Andrew Mooy가 있다. 가족은 세계적인 팬데믹으로 인해 Aaron이 상하이와 유망한 계약을 맺게 되었을 때 중국에서 가족과 함께 있을 수 없었던 도전을 겪었다. 그러나 Aaron은 이 경험을 귀중한 인생의 교훈으로 여기며 팀에서 두드러진 선수들과 함께 경기하는 것을 즐겼다. 결국, 그는 상하이에서 자유로워지고 2022년 중반에 켈틱에 합류하여 경기장에서 계속해서 큰 기여를 하게 되었다. 딸 Skylar을 기리기 위해, Aaron Mooy는 Celtic에서 네 번째 골을 넣은 후 "S" 모양의 제스처를 형성하여 그녀의 이름을 상징적으로 표현했다.
Aaron Mooy는 은퇴한 전 프로 축구 선수인 Brodie Mooy 사촌을 가지고 있다. 그의 삼촌인 Paul Cosgrove는 쿼커스 힐에 있는 경찰 관사이며, 시아트릭 지지자인 그의 시아버지인 Ian은 평생 동안 켈틱을 지지하고 있다. Mooy보다 6살 어린 동생 Alex는 National Premier Leagues에서 축구를 했으며, 이는 A-League의 하나 아래 수준에 해당한다. Aaron은 동생 Alex를 자신의 가장 큰 팬으로 여겼으며 둘은 함께 많은 시간을 보냈다. 안타깝게도 Alex는 2021년 6월에 사망하게 되었다.

### 문화유산
프로 축구 선수로서의 여정을 통해, Aaron Mooy는 개인적인 가치와 문화유산을 문신을 통해 기리기로 선택했다. 16세 때, 그는 영국 볼턴에서 가족으로부터 떨어져 있을 때 얻은 지지를 상징하는 수호천사 문신을 어깨에 새겼다. 네덜란드어로 "Leven, Lachen, Liefde"라는 단어들도 그의 피부에 새겨져 있는데, 이는 그의 지침 원칙을 나타낸다. "Mooy"라는 이름은 Aaron의 할아버지가 네덜란드에서 호주로 이민하여 호주화한 것으로, 이는 그에게 가족의 뿌리와의 연결을 의미한다.
Aaron Mooy의 어머니인 Sam은 그의 네덜란드 문화유산과의 연결성과 그의 관계를 강조하고 있다. Aaron은 그의 네덜란드 할아버지를 직접 만나본 적은 없지만, 그가 어머니가 묘사한 사람을 깊이 존경하고 있다. 그의 형성기 때에는 Aaron Mooy의 어머니 Sam의 남편인 Alan Todd가 축구 선수로서의 발전에 있어서 중요한 역할을 했다. 전 럭비 리그 심판이었던 Alan은 어린 시절부터 Aaron에게 왼발과 오른발을 모두 효과적으로 사용하는 법을 가르쳐 주었다. 이 기반 덕분에 Aaron은 두 발 중 어느 한쪽을 선호하는 것이 아닌 양손잡이 선수가 되었다.

## 수상

### 팀
- A리그 프리미어십: 2012-13

### 개인
- 멜버른 시티 올해의 선수: 2014-15, 2015-16
- PFC A리그 팀 오브 더 시즌: 2014-15, 2015-16
- PFC 올해의 선수: 2015-16, 2016-17
- PFC 팀 오브 더 이어: 2016-17